# El Paxtle
El Paxtle är en ort i Mexiko.   Den ligger i kommunen San Lucas Zoquiápam och delstaten Oaxaca, i den sydöstra delen av landet, 270 km sydost om huvudstaden Mexico City. El Paxtle ligger 1 855 meter över havet och antalet invånare är 347.
Terrängen runt El Paxtle är kuperad åt nordväst, men åt sydost är den bergig. Terrängen runt El Paxtle sluttar österut. Runt El Paxtle är det ganska tätbefolkat, med 75 invånare per kvadratkilometer. Närmaste större samhälle är Huautla de Jiménez, 8,7 km öster om El Paxtle. I omgivningarna runt El Paxtle växer i huvudsak städsegrön lövskog.